# فوثارک جوان
فوثارک جوان (انگلیسی: Younger Futhark) یا رونی اسکاندیناوی یک گونه از خط رونی و گونه کوچک‌تر شده فوثارک قدیمی است که فقط ۱۶ حرف دارد.
دوران استفاده از فوثارک جوان همزمان با عصر وایکینگ‌ها است. پس از مسیحی‌سازی اسکاندیناوی، پس از سده دوازدهم بیشتر نوشتارها با الفبای لاتین انجام می‌گرفت.